# Bobes
Bobes  es una parroquia del concejo de Siero, en el Principado de Asturias (España). Alberga una población de 556 habitantes (INE 2011) en 259 viviendas. Ocupa una extensión de 11,78 km².
Está situada a 8 km de la capital, en la zona oeste del concejo. Limita al norte con la parroquia de Pruvia, en el concejo de Llanera; al noreste, con la de Anes; al sureste con la de Barreda; al sur, con las de Viella y Granda; al suroeste con la de Lugones; y al oeste con la de Lugo, de nuevo en el concejo de Llanera.

## Poblaciones
Según el nomenclátor de 2011 la parroquia está formada por las poblaciones de:
- La Belga (casería): 51 habitantes.
- Bobes (Parroquia): 218 habitantes.
- Castañera (lugar): 68 habitantes.
- El Conceyín (casería): 83 habitantes.
- La Cuesta (lugar): 8 habitantes.
- Ordoño (lugar): 14 habitantes.
- Balbona (Valbona en asturiano) (lugar): 114 habitantes.
- La Fabariega (lugar) :3 habitantes.